# El Borma
El Borma (em árabe: البرمة) é uma comuna localizada na província de Ouargla, Argélia. De acordo com o censo de 2008, a população total da cidade era de 3 205 habitantes.

## Localidades
A comuna é composta por oito localidades:
- El Borma
- Rhoud El Baguel
- El Masder
- Bordj Saïf Fatima
- Bordj Bir El Djedid
- Bordj Bir Larache
- Keskassa
- Erg Yagoub